# Kozłów (gmina)
Kozłów est une gmina rurale du powiat de Miechów, Petite-Pologne, dans le sud de la Pologne. Son siège est le village de Kozłów, qui se situe environ 15 km au nord de Miechów et 48 km au nord de la capitale régionale Cracovie.
La gmina couvre une superficie de 85,84 km2 pour une population de 5 004 habitants.

## Géographie
La gmina inclut les villages de Bogdanów, Bryzdzyn, Kamionka, Karczowice, Kępie, Kozłów, Marcinowice, Przybysławice, Przysieka, Rogów, Wierzbica et Wolica.
La gmina borde les gminy de Charsznica, Książ Wielki, Sędziszów, Wodzisław et Żarnowiec.